# 荻太郎
荻 太郎（おぎ たろう、1915年2月28日 - 2009年9月2日）は、日本の画家、絵本作家。

## 来歴
愛知県北設楽郡稲武町（現・豊田市）に生まれる。ほどなくして岡崎市に移り住む。旧制岡崎中学校（現・愛知県立岡崎高等学校）卒業。東京美術学校油画科入学。在学中に南薫造、猪熊弦一郎から指導を受ける。1937年、第2回新制作派協会展に初入選、以後出品を重ねる（1947年に会員となる）。1939年、東京美術学校油画科を卒業する。
1939年、東京美術学校を卒業。第4回新制作派協会展に出品し、新作家賞を受賞。1941年、第6回新制作派協会展で新作家賞受賞。1951年、第2回選抜秀作美術展。以後同展の他、日本国際美術展、現代日本美術展などにも出品した。1958年、ピッツバーグ国際近代絵画彫刻展（カーネギー・インスティテュート）に出展する。1964年、第3回国際形象展に出品し、以後出品を重ねる。神奈川県立近代美術館の「戦後の現代美術展」にも出品した。1965年には、国立近代美術館京都分館の「具象絵画の新たなる展開展」に出品。
1967年、和光大学人文学部芸術学科教授となる。1978年、渋谷東急本店で個展を開催した。1979年、第3回長谷川仁記念賞を受賞する。1988年、第3回小山敬三美術賞を受賞する。郷里に近い刈谷市美術館で個展を開催した。2001年、「岡崎ゆかりの洋画家荻太郎・中根寛二人展」が郷里の岡崎市美術博物館で開催される。同美術館では2003年に個展を開催している。2002年、第8回中村彝賞を受賞。
2009年9月2日、肺炎のため死去。94歳没。2019年12月4日から12月22日にかけて、「没後10年萩太郎展」が岡崎市美術館で開かれた。

## 主な作品
- 『バレリーナ』
- 『こびとのおくりもの』（上沢謙二訳）「こどものとも」21号（1957年、福音館書店）
- 『りょうちゃんのあさ』（松野正子作）「こどものとも」150号（1968年、福音館書店）
- 『こうさぎのクリスマス』（松野正子作）「こどものとも」249号（1976年、福音館書店）
- 『こねこ』（岸田衿子文）「年少版こどものとも」13号（1978年、福音館書店）
- 『かじやとようせい』（三宅忠明再話）「こどものとも」273号（1978年、福音館書店）
- 『小さな卵の大きな宇宙』（明坂英二文）「たくさんのふしぎ」（1999年、福音館書店）
- 『はっぱをゆらすのどんなかぜ』（富安陽子文）「ちいさなかがくのとも」（2002年、福音館書店）